# JFK: Reloaded
JFK: Reloaded est un jeu vidéo de tir à la première personne recréant l'assassinat de John F. Kennedy, sorti en 2004. 
Présenté comme un « jeu documentaire » par le studio qui en est à l'origine, Traffic Software, le jeu fait l'objet de vives controverses dès sa sortie.  
Il ferme ses portes en août 2005.  

## Histoire
JFK: Reloaded met le joueur dans la peau de l'assassin de John F. Kennedy, tué le 22 novembre 1963 à Dallas, lors d'une visite officielle en décapotable dans les rues de la ville. Traffic Software suit la thèse du tireur unique, en l'occurrence Lee Harvey Oswald. Le joueur est noté sur la correspondance de ses tirs avec le rapport de la commission Warren et le jeu se présente comme « documentaire », l'entreprise indiquant vouloir « encourager la jeune génération de joueurs à s'intéresser à cet épisode fascinant de l'histoire américaine ».

## Système de jeu
Le joueur incarne Lee Harvey Oswald, l'assassin du président américain John Fitzgerald Kennedy et est chargé de reconstituer l'assassinat. Il est placé derrière la fenêtre du sixième étage de l'immeuble Texas School Book Depository.  
Il s'agit d'un jeu de tir à la première personne. Le joueur doit tenter, en visant, de se rapprocher le plus possible du scénario précis du crime tel qu'établi par la commission Warren : alors que la limousine du président traverse Dealey Plaza à Dallas, une première balle rate Kennedy et la voiture, une deuxième le blesse au cou, blessant aussi le gouverneur John Connally, et un troisième projectile le touche mortellement à la tête, causant une « blessure massive et fatale » selon la commission. Plus le joueur s'écarte de ce scénario, par exemple en touchant Jackie Kennedy, plus il reçoit des points de pénalité, le but étant de se rapprocher le plus possible du score parfait de 1 000 points. Il est possible de rejouer la scène autant de fois que nécessaire, sans même se préoccuper de l'objectif initial si le joueur le désire. Un niveau de chaos est également intégré au gameplay ; il augmente lorsque les événements ne se passent pas comme prévu, et peut provoquer des réactions inattendues.
Le jeu ne prend pas en compte certains paramètres physiques. La brise qui souffle ce jour-là sur Dealey Plaza n'entre ainsi pas dans les calculs du tir, en raison de la faible distance du tir, de la puissance de l'arme et du calibre de la balle, selon le studio
Après chaque tir, la caméra peut être déplacée dans toutes les directions et positionnée à plusieurs endroits, en suivant plusieurs angles de vue, dont celui du célèbre film Zapruder. Un modèle de la limousine en trois dimensions est également généré, sur lequel apparaissent les trajectoires des balles. 
Le studio précise que ce scénario est compatible avec les modélisations balistiques mais qu'il est très difficile de reproduire exactement les tirs d'Oswald.

## Développement
JFK: Reloaded est développé par le studio écossais Traffic Software (connu aussi sous le nom de Traffic Games), basé à Stirling. L'idée initiale du directeur de Traffic Games, Kirk Ewing — qui a auparavant travaillé sur State of Emergency de VIS Entertainment, est de créer un jeu permettant de rejouer le premier pas de l'homme sur la Lune, effectué par Neil Armstrong lors de la mission Apollo 11. 

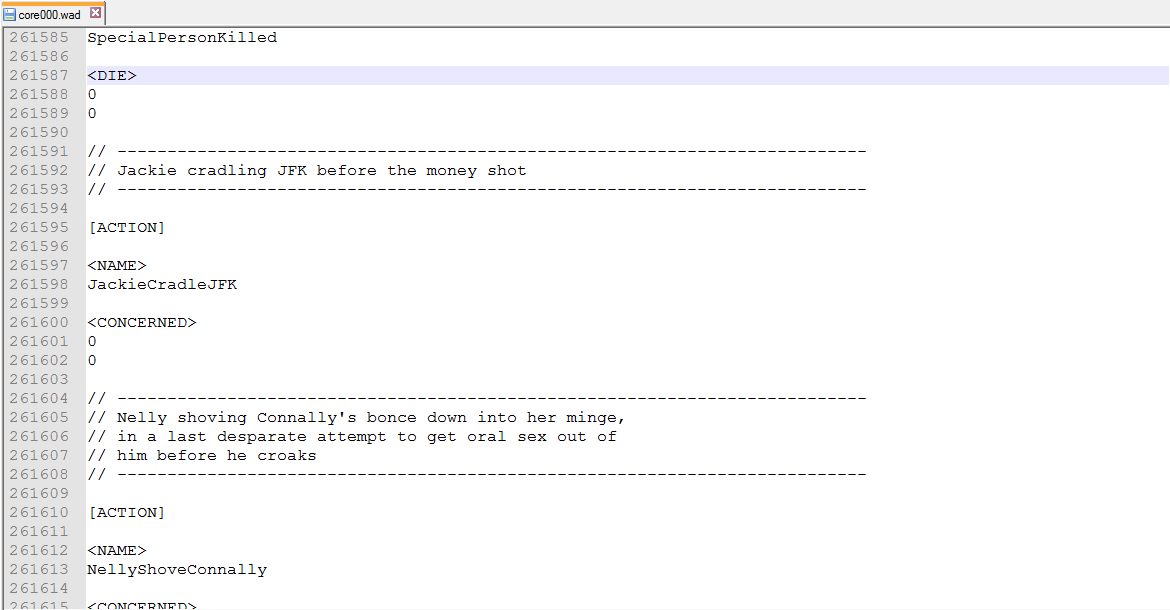
Une partie du code source du jeu.

Mais l'idée est rapidement abandonnée lorsque l'équipe, composée d'une dizaine de personnes, se rend compte des bonnes performances de leur moteur de jeu en matière de balistique et de simulation de vent. Ils en viennent alors à l'idée de travailler sur l'assassinat de John F. Kennedy car il remplir plusieurs critères, importants aux yeux d'Ewing. Premièrement, il s'agit d'un événement unique et marquant de l'histoire, qui peut être très largement approfondi et développé, notamment grâce aux données du FBI et des différentes enquêtes (qui concernent la taille du véhicule, les conditions météorologiques du jour de l'assassinat, le calibre de l'arme, etc.). Ensuite, cette page de l'histoire est au centre de nombreuses théories alternatives, dont certaines appartiennent au domaine du conspirationnisme, ce qu'Ewing déteste : l'idée de pouvoir agir contre ces théories du complot lui fait plaisir. L'équipe des développeurs effectue d'abord des recherches historiques sur l'événement pendant sept mois, avant de se lancer dans la programmation du jeu. Cette deuxième étape leur prend environ six mois.

## Accueil

### Sortie et promotion
Avant la sortie du jeu, Ewing demande de l'aide à un employé du département relations publiques de Rockstar Games, qui l'aide à se faire inviter sur les plateaux télés pour faire la promotion du jeu, ainsi qu'à obtenir des articles dans les journaux. Il participe notamment au Today Show de Matt Lauer où il est vivement pris à partie par un sénateur américain. Il est également « humilié » sur la chaîne conservatrice Fox News par Bill O'Reilly. 
Le jeu est publié le 22 novembre 2004, le jour du 41e anniversaire de l'assassinat de John F. Kennedy. Il est disponible au téléchargement en ligne au prix de 10 dollars ou 5,35 livres au Royaume-Uni. 
En parallèle, un concours est lancé permettant de remporter 100 000 dollars ou jusqu'à 53 800 livres sterling. La somme reviendra au joueur qui parviendra à reconstituer exactement l'attentat dont est victime John Fitzgerald Kennedy à Dallas. Le but est de déterminer si le scénario de la commission Warren est possible. Le studio affirme vouloir « [mettre] les joueurs au défi d'aider à réfuter toute théorie du complot en recréant les coups de feu » et estime cet objectif atteignable si suffisamment de joueurs tentent l'expérience. Pour Kirk Ewing, le jeu est aussi un outil pour « encourager la jeune génération de joueurs à s'intéresser à cet épisode fascinant de l'histoire américaine ».
En août 2005, le jeu ferme définitivement son accès au joueurs, mais il continue à subsister en ligne, à travers les nombreuses vidéos enregistrées puis diffusées par la communauté des joueurs.

### Polémiques
Le jeu provoque une vive réaction avant même sa sortie. Celle-ci s'inscrit dans le cadre d'une panique morale liant la violence et les jeux vidéo, avec des affaires judiciaires médiatisées, des personnalités comme Jack Thompson réclamant l'interdiction de certains jeux vidéo — Grand Theft Auto en tête. Kirk Ewing est d'abord étonné par la réaction négative du public et des médias, qu'il trouve « désorientante », puis affirme comprendre la « passion » entourant les événements, mais déclare être déterminé à promouvoir le jeu. Pour lui, c'est aussi la promotion de la version officielle et historique des faits sur cette assassinat qui « a condamné le jeu aux yeux du grand public ».
Dès la sortie du jeu, le sénateur américain Edward Kennedy, frère cadet de John F. Kennedy, reçoit, selon son parte-parole David Smith, de nombreux appels l'avertissant de cette sortie. Il s'oppose à la sortie du jeu, qualifiant le projet d'« ignoble ». Il ne donne pas d'informations sur d'éventuelles actions en justice ayant pour but de faire annuler la sortie du jeu,. Kennedy envoie une lettre officielle condamnant la sortie du jeu, ce qu'Ewing estime injuste, expliquant : « Vous pouvez épouser ces putains de théories du complot et tout le monde va bien, mais si quelqu’un construit une récréation dans un logiciel ? Non ». Il évoque notamment le film JFK d'Oliver Stone, selon lui bien moins respectueux du discours officiel, qui a malgré tout remporté deux Oscars. 
Le jeu fait parler de lui jusqu'au Congrès américain. Le sénateur démocrate du Connecticut Joe Lieberman le critique fortement, déclarant : « Vous pouvez être arrêté pour avoir menacé des présidents ou pour tout comportement suggérant que vous envisagez de prendre des mesures violentes contre un élu. La frontière entre ceci et ce jeu JFK: Reloaded est, dans mon esprit, proche ». Il dit « [espérer] que quelqu'un du bureau du procureur examinera cela ».
La Monarchie britannique, à travers les Royal Armouries, le félicite cependant pour le réalisme de son jeu, en lui proposant ironiquement de lui envoyer un fusil Mannlicher-Carcano, arme du crime utilisée par Lee Harvey Oswald. 

### Critiques
Clive Thompson, de Slate, estime, après avoir joué quelques heures au jeu, qu'il bénéficie d'« une physique incroyablement précise », avec des « trajectoires super-réalistes ». Dans le même temps, il juge le jeu horrifiant du fait de son réalisme poussé à l'extrême et de son objectif macabre. Il conclut en écrivant : « J'étais plutôt bon dans ce jeu, mais je n'avais pas l'impression d'avoir gagné quoi que ce soit. ».
Pour beaucoup de critiques et de chercheurs s'étant intéressés à la signification du jeu, dont Tracy Fullerton, contributrice de l'ouvrage Playing the Past: History and Nostalgia in Video Games, celui-ci relève du « jeu documentaire » (en anglais « docugame »). Selon Ian Bogost, auteur de Persuasive Games: The Expressive Power of Videogames, la quasi-impossibilité de « gagner » le jeu sert l'objectif inverse du jeu — démontrer la faible probabilité du scénario mis en avant par la commission Warren.

## Postérité
En partant de la thèse de Bogost, Mark Sample envisage l'utilisation du jeu en cours d'histoire, en faisant varier le résultat de la mission pour imaginer ensuite les répercussions de petits changements sur l'histoire des États-Unis, à la manière d'une uchronie. Il pense que le jeu peut alimenter la réflexion historique, et non seulement l'histoire.
En 2022, en plein développement de la réalité virtuelle et du métavers, Ewing voit ces technologies comme une validation du concept de son jeu. Il estime ainsi que JFK: Reloaded « a sa place dans l'histoire du jeu vidéo ».